# Henri Sée
Pour les articles homonymes, voir Sée (homonymie).
Henri Sée est un historien français né le 6 septembre 1864 à Saint-Brice-sous-Forêt (Seine-et-Oise) et mort le 11 mars 1936 à Rennes (Ille-et-Vilaine). C'est un des fondateurs de la Ligue des droits de l'homme dont il fut longtemps membre du comité central et vice-président. Il siégea aussi dans les instances dirigeantes du parti radical-socialiste.

## Biographie
Après des études secondaires au Lycée Henri-IV, il est inscrit en histoire à la Sorbonne, où il est très influencé par Fustel de Coulanges, et décroche l'agrégation en 1887. Il enseigne alors au lycée de Poitiers, avant de bénéficier d'une bourse qui lui permet, de 1888 à 1890, d'entamer un travail de thèse. Il est ensuite affecté au lycée de Nevers (1890) et enfin Chartres (1891).
En 1893, un an après la soutenance de ses thèses, il est chargé de cours d'histoire moderne et contemporaine à la faculté des lettres de Rennes. Il mène d'ailleurs de nombreux travaux sur l'histoire de la paysannerie bretonne. Il donne le goût de l'histoire à l'un de ses élèves Gabriel Le Bras (1891-1970)
Au-delà de ses travaux d'historien, il est très impliqué dans la Ligue des droits de l'homme.
Malade, il doit cependant demander en 1920 une retraite anticipée.

## Travaux
Il a porté ses recherches sur l'influence réciproque des facteurs économiques, politiques et sociaux dans l'Histoire. Son œuvre majeure reste l'étude du capitalisme à travers les âges (de l'Antiquité à la fin du XIXe) : Les Origines du capitalisme moderne.

## Publications
- Louis XI et les villes (1891); thèse de doctorat
- Les États de Bretagne au XVIe siècle (1895)
- Étude sur les classes rurales en Bretagne au Moyen Age (1896)
- Les Classes rurales et le régime domanial en France au Moyen âge (1901)
- Les classes rurales en Bretagne du XVIe siècle à la révolution (1906)
- Les Idées politiques en France au XVIIIe siècle (1923)
- L'Évolution commerciale et industrielle de la France sous l'Ancien régime (1925)
- Henri Sée, Les origines du capitalisme moderne, Armand Collin, 1926, 206 pages.
- Matérialisme historique et interprétation économique de l'histoire (1927)
- Science et philosophie de l’histoire, Librairie Félix Alcan (1928)
- Évolution et révolution, Flammarion, Bibliothèque de philosophie scientifique (1929)
- Histoire économique de la France, 2 vol. :  vol.1: Le moyen âge et l'ancien régime, avec une préface de Armand Rébillon & vol. 2: Le temps moderne (1789-1914), avec une préface de Henri Hauser, Librairie Armand Colin (1939)[2]

## Distinctions
- Chevalier de la Légion d'honneur

## Hommage
En mémoire d'Henri Sée, l'amphithéâtre B7 de l'université de Rennes 2 porte son nom.